# British Business School
BRITISH BUSINESS SCHOOL s.r.o. (dříve Cambridge Business School) je vzdělávací instituce, která poskytuje profesní manažerské vzdělávání v programech MBA, BBA, DBA a LLM. Byla založena v roce 2010 a sídlí na Praze 1.

## Studium
Studium profesních programů probíhá v českém jazyce a má délku jednoho roku, který je rozdělen do dvou semestrů. Studium probíhá kombinovanou i online formou. Samostudium prostřednictvím e-learningu je doplněno víkendovými semináři.
Master of Business Administration (MBA)
MBA program obsahuje 10 modulů (předmětů), které jsou rozděleny do dvou semestrů po 5 modulech. V obou semestrech probíhají dva výukové semináře. Studium je ukončeno vypracováním závěrečné práce a její následnou obhajobou před komisí. Instituce nabízí 16 programů v kombinované  a 14 v online formě. Vyučované programy jsou Management a leadership, Management ve zdravotnictví, Management soft skills, Finanční management a účetnictví, Sales management, Strategický management, Marketing a Public relations, Mezinárodní vztahy a evropská studia, Personální management, Management ve veřejné správě, Private Law, Real Estate, či nejnovější programy Podnikání a inovace nebo Sociologie a psychologie. Nabídku pak doplňuje i program Management & Leadership, který se studuje v angličtině.
Bachelor of Business Administration (BBA)
BBA program obsahuje 7 modulů (předmětů), které jsou rozděleny do dvou semestrů po čtyřech a třech modulech. Na konci studia pak student vypracovává závěrečnou práci. Program se zaměřuje na teoretické znalosti základních oblastí managementu a lze ho také považovat za přípravnou fázi pro absolvování MBA. V současnosti lze studovat 4 programy v kombinované a 3 v online formě. Jde o Základy managementu, Management a leadership, Management v sociálních službách a anglický program Fundamentals of Management.
Doctor of Business Administration (DBA)
DBA program obsahuje 8 modulů (předmětů), které jsou rozděleny do dvou semestrů po 4 modulech. Na konci studia pak student vypracovává závěrečnou práci. Studijní program je určen pro vrcholové manažery a zaměřuje problematiku řízení podniku, aktuální trendy a inovativní řešení.
Executive Master of Laws (LLM)
LLM program obsahuje 10 modulů (předmětů), které jsou rozděleny do dvou semestrů po 5 modulech. V obou semestrech probíhají dva výukové semináře. Na konci studia pak student vypracuje závěrečnou práci, která se obhajuje před komisí. Program je zaměřen na prohloubení znalostí z oblasti soukromého práva se specializací na právo obchodní.